# Sagayaraj Thamburaj
Sagayaraj Thamburaj (Tamil சகாயராஜ் தம்புராஜ், Hindi सागयराज थम्बुराज; * 14. März 1969 in Ayyampatty, Tamil Nadu) ist ein indischer römisch-katholischer Geistlicher und Bischof von Tanjore.

## Leben
Sagayaraj Thamburaj studierte Philosophie und Theologie am Priesterseminar Sacred Heart in Poonamalle in Madras und empfing am 17. April 1996 das Sakrament der Priesterweihe für das Bistum Tiruchirappalli.
Nach weiteren Studien erwarb er den Bachelor in englischer Sprache an der Madurai Kamaraj University; an der University of Madras wurde er in Philosophie promoviert. Neben Aufgaben in der Pfarrseelsorge war er von 2001 bis 2007 Sekretär der diözesanen Organisation des Priestersenats, der Diözesansynode und weiterer Gremien. Von 2007 bis 2012 leitete er das diözesane Pastoralzentrum und war Koordinator der diözesanen Kommissionen. Anschließend war er Pfarrer in Manaparai und von 2017 bis 2023 Dompfarrer der Kathedrale sowie Gastprofessor an den Priesterseminaren von Chennai (Madras) und Tiruchirappalli. Seither war er ordentlicher Professor am Priesterseminar von Tiruchirappalli.
Papst Franziskus ernannte ihn am 13. Juli 2024 zum Bischof von Tanjore. Der Erzbischof von Pondicherry und Cuddalore, Francis Kalist, spendete ihm am 18. August desselben Jahres im Freien bei der Kathedrale von Tanjore die Bischofsweihe. Mitkonsekratoren waren der Erzbischof von Madurai, Antony Pappusamy, und der Bischof von Tiruchirappalli, Savarimuthu Arokiaraj.